# Grip3000
Grip3000（グリップさんぜん）は、福岡県福岡市の飲食店経営者を対象に、業界に関する本音のコラムを紹介する月刊誌。発行・編集は同市中央区の『Grip3000編集局〜株式会社インサイド』。

## 概要
2009年9月28日、タウン誌の元社員とクリエイターらによるメディア企画会社『インサイド』から創刊された。毎月29日、主に福岡市内で展開する飲食店経営者宛に直接郵送される。客・飲食店経営者および従事者・サプライヤー（飲食店を顧客にする業者）ら飲食業界を取り巻く三者の本音による誌面等への参加により、食文化・外食産業・飲食業界の活性化を図ることを目的にする。
発行部数は3000部で新聞サイズ・全8ページという構成を基本としている。過去には創刊号と4号が12ページ、5号が４ページの仕様で刊行された。
ハウツーものや経営戦略論に徹する業界誌・情報誌とは異なり、飲食店の本質を問う個人の本音で構成されているのが特長。執筆者は福岡を拠点にする飲食店経営者や調理人、アルバイト人、九州各地の酒造メーカーの経営者や杜氏、法曹関係者、コンサル、グルメライター、客となる一般の老若男女まで様々。業界全体のことを考えた高い志を持ったコラムから、付き出しがなぜ必要なのかなど客目線のリアルなコラムまで、その内容も様々である。いずれにしても、読者である飲食店経営者のための「気づき」となる視点が描かれていることが掲載の条件となっている。
主な執筆者（コラムニスト）は編集局によって選出されているが、現在、本誌に同封されているFAXアンケート用紙にて誰でも気軽に自分の意見を投稿できるようになっている。コラム執筆は基本的にノーギャラであり、ボランティアの参加となる。現在ではコラム以外に編集局によるリポート記事なども掲載されている。

## その他
9月29日の創刊日は、商売繁盛のシンボルである「招き猫」の日であり、福岡の福＝29の洒落で決定された。
主たる配付方法は郵送であり、一般にはほとんど出回らないメディアである。ただし、複数の店舗を経営するオーナーにも届けられるため、結果として発行部数を上回る数の飲食店に情報発信されていると見られる。
タイトルである「Grip3000」の3000は部数を指す。3000部の理由は、福岡市の飲食店舗数約18,000店から、スナックやコンビニ等の軽食コーナー等を省き、多店舗展開の店をオーナー1人＝1冊として集約した総数から、繁盛店をカバーできるとした想定に基づくもの。
配付先はランダムに変更されており、続けて配付を希望する場合は同封のFAXアンケートの返信が条件となっている。